# Tasiujaq Airport
Tasiujaq Airport (franska: Aéroport de Tasiujaq) är en flygplats i Kanada.   Den ligger i regionen Nord-du-Québec och provinsen Québec, i den östra delen av landet, 1 500 km norr om huvudstaden Ottawa. Tasiujaq Airport ligger 31 meter över havet.
Terrängen runt Tasiujaq Airport är platt österut, men västerut är den kuperad. En vik av havet är nära Tasiujaq Airport åt nordost. Trakten runt Tasiujaq Airport är nära nog obefolkad, med mindre än två invånare per kvadratkilometer.. Närmaste större samhälle är Tasiujaq, 3,6 km nordost om Tasiujaq Airport. 
Omgivningarna runt Tasiujaq Airport är i huvudsak ett öppet busklandskap.